# زد أف فريدريشهافين
زد أف فريدريشهافين ، والمعروفة أيضًا باسم زد أف جروب ، في الأصل (زاهنرادفبريك فريدريشهافين) ، والمختصرة بشكل عام إلى زد أف ، وهي شركة تصنيع قطع غيار سيارات ألمانية يقع مقرها في فريدريشهافين ، في جنوب غرب ألمانيا بادن فورتمبيرغ .
وهي متخصصة في الهندسة ، وهي معروفة في المقام الأول بتصميمها والبحث والتطوير وأنشطة التصنيع في صناعة السيارات . وهي مورد عالمي لخطوط القيادة والشاسيه للسيارات والمركبات التجارية ، إلى جانب معدات المصانع المتخصصة مثل معدات البناء. كما أنها تشارك في صناعات السكك الحديدية والبحرية والدفاع والطيران ، وكذلك التطبيقات الصناعية العامة. زد أف لديها 241 موقع إنتاج في 41 دولة مع ما يقرب من 148،000 موظف في عام 2019 .
زد أف فريدريشهافين مملوكة بنسبة أكثر من 90٪ من قبل مؤسسة زيبلين ، التي تسيطر عليها إلى حد كبير بلدة فريدريشهافين. 

## روابط خارجية
- موقع ZF.com الرسمي
  - ZF-Group في LinkedIn
  - zf_group على تويتر.
  - ZF Friedrichshafen's channel
  - زد أف فريدريشهافين على إنستغرام
  - زد أف فريدريشهافين  على فيسبوك.
- Documents and clippings about ZF Friedrichshafen